# Donald Rubin
Pour les articles homonymes, voir Rubin.
Donald Bruce Rubin est un statisticien américain né le 22 décembre 1943.
Il est célèbre pour avoir développé l'algorithme espérance-maximisation, un algorithme de maximisation numérique très utilisé en statistiques, les méthodes de méta-analyse, les méthodes d'appariement en statistiques et surtout le modèle causal de Neymann-Rubin. Il est aussi un spécialiste de l'analyse bayésienne des données.

## Publications
- Rubin, Donald (1974) "Estimating Causal Effects of Treatments in Randomized and Nonrandomized Studies", Journal of Educational Psychology, 66 (5), pp. 688–701.
- Rubin, Donald (1978) "Bayesian Inference for Causal Effects: The Role of Randomization", Annals of Statistics, 6, pp. 34–58.
- (en) A.P. Dempster, N.M. Laird et Donald Rubin, « Maximum Likelihood from Incomplete Data via the EM Algorithm », Journal of the Royal Statistical Society. Series B (Methodological), vol. 39, no 1,‎ 1977, p. 1–38 (JSTOR 2984875)
- (en) Andrew Gelman, John B Carlin, Hal S Stern et Donald B Rubin, Bayesian data analysis, Chapman CRC, 2003

## Distinction
- 1995 : prix Samuel Wilks
- 1996 : Prix Parzen
- 2007 : Prix Snedecor
- 2017 : Prix Karl-Pearson